# Eleccions municipals de 2019 a Almoster
Les eleccions municipals de 2019 a Almoster van ser unes eleccions locals que es van celebrar el diumenge 26 de maig de 2019 a Almoster, com a part de les eleccions municipals espanyoles, per a elegir els 9 regidors de l'Ajuntament d'Almoster.
Els republicans revaliden la seva majoria absoluta.

## Context
El republicà Àngel Xifré va ser l'alcalde d'Almoster en les darreres quatre legislatures.
L'execució prevista del projecte de la Diputació de Tarragona de la millora de la TV-7048, una carretera que uneix Almoster i la Selva del Camp, va ser el principal tema més criticat per veïns, la Unió de Pagesos i l'organització ecologista GEPEC-EdC.

## Sistema electoral
Les eleccions als ajuntaments de l'Estat espanyol estan fixades per celebrar-se el quart diumenge de maig cada quatre anys. El sistema electoral fa servir la regla D'Hondt amb representació proporcional, llistes tancades i una barrera electoral del 5% dels vots vàlids, que inclou els vots en blanc. La votació per a l'assemblea local es basa en el sufragi universal.

## Candidatures
El 30 d'abril del mateix any, la Junta Electoral de Zona de Reus van proclamar-se les 2 candidatures oficials per Almoster en el Butlletí Oficial de la Província de Tarragona.
1. Esquerra Republicana de Catalunya-Acord Municipal (ERC-AM)
2. Junts per Almoster (JUNTS)

## Jornada electoral

### Constitució de les meses
En aquell moment, Almoster tenia una població de 1.342 habitants, dels quals 1.089 persones van ser cridades a votar a una de les urnes de les 2 meses que es van constituir al municipi.

### Participació
La participació en aquestes eleccions va ser de 73,7%, el qual cosa implica que un total de 803 ciutadans del municipi van decidir exercir el seu dret a vot. Comparant aquesta participació amb la mitjana catalana, Almoster ha registrat una xifra més alta, situant-se en 8,9 punts percentuals per sobre.
A continuació, es presenta una taula amb els percentatges de participació registrats a diferents hores del dia de les eleccions:
| Hores              | Almoster      |
| ------------------ | ------------- |
| Participació (14h) | 36,5% ( 1,0%) |
| Participació (18h) | 54,3% ( 1,0%) |
| Participació (20h) | 73,7% ( 5,6%) |

## Resultats
El republicà Àngel Xifré es va imposar en les urnes i va assolir una aclaparadora majoria absoluta en l'Ajuntament. Xifré va prendre possessió com l'alcalde per cinquè cop.